# Alex Nørlund
Alex Nørlund (født 28. februar 1975 i Vejle) er en dansk tidligere professionel fodboldspiller. I sin aktive karriere spillede han i Vejle Boldklub, Viborg FF og AGF. Efter han stoppede som spiller er han blevet kommentator på TV 2 Sport, hvor han hovedsageligt kommenterer kampene i 1. division.

## Spillerkarriere
Alex Nørlund startede som ungdomsspiller i Jelling fS, inden han blev en del af talentarbejdet i Vejle Boldklub. Han fik debut for Vejles førstehold mod Zambias A-landshold i 1993 og blev udtaget til U-21 landsholdet i 1995. Samme år rykkede Vejle op i Superligaen med Nørlund, Jesper Søgaard og Thomas Gravesen som holdets lysende talenter.
I 1997 vandt Nørlund sølv med VB i den bedste danske række. Efterfølgende blev han igen udtaget til U21-landsholdet og scorede to mål i fire kampe, før alderen forhindrede ham i at spille flere kampe.
Nørlund spillede to sæsoner mere for VB, før hans kontrakt udløb i 1999. Efter prøvetræninger hos en række udenlandske klubber skiftede Nørlund til Viborg FF i september 1999 på en fri transfer. Her var han i 2000 med til at vinde landspokalturneringen, før han i februar 2001 vendte tilbage til Vejle.
Da Vejle Boldklub rykkede ud af den bedste række i sæsonen 2001/2002, skiftede Nørlund til rivalerne AGF, hvor han dog ikke oplevede den store succes. I marts 2004 vendte Nørlund derfor tilbage til hans tidligere klub, Viborg FF, hvor han hurtigt faldt ind på holdet og blev den naturlige playmaker.
Da Vejle Boldklub igen rykkede op Superligaen i 2006/2007, vendte Nørlund tilbage til barndomsklubben.
Den 21. maj 2009 offentliggjorde Alex Nørlund, at sæsonen 2008/2009 ville være hans sidste i Vejle Boldklub og dermed også som professionel fodboldspiller. Alex Nørlund spillede sammenlagt 16 sæsoner i Vejle og opnåede mere end 200 førsteholdskampe for traditionsklubben fra Nørreskoven.

## Trænerkarriere
Nørlund startede sin trænerkarriere i Odder IGF, hvor han var træner for klubbens Danmarksserieholdet i et halvt år i 2013.
Han blev i slutningen af december 2013 udnævnt som ny cheftræner i Hedensted IF i stedet for fyrede Henrik Larsen, der kun var på posten i et halvt år.